# 배틀십 (게임)

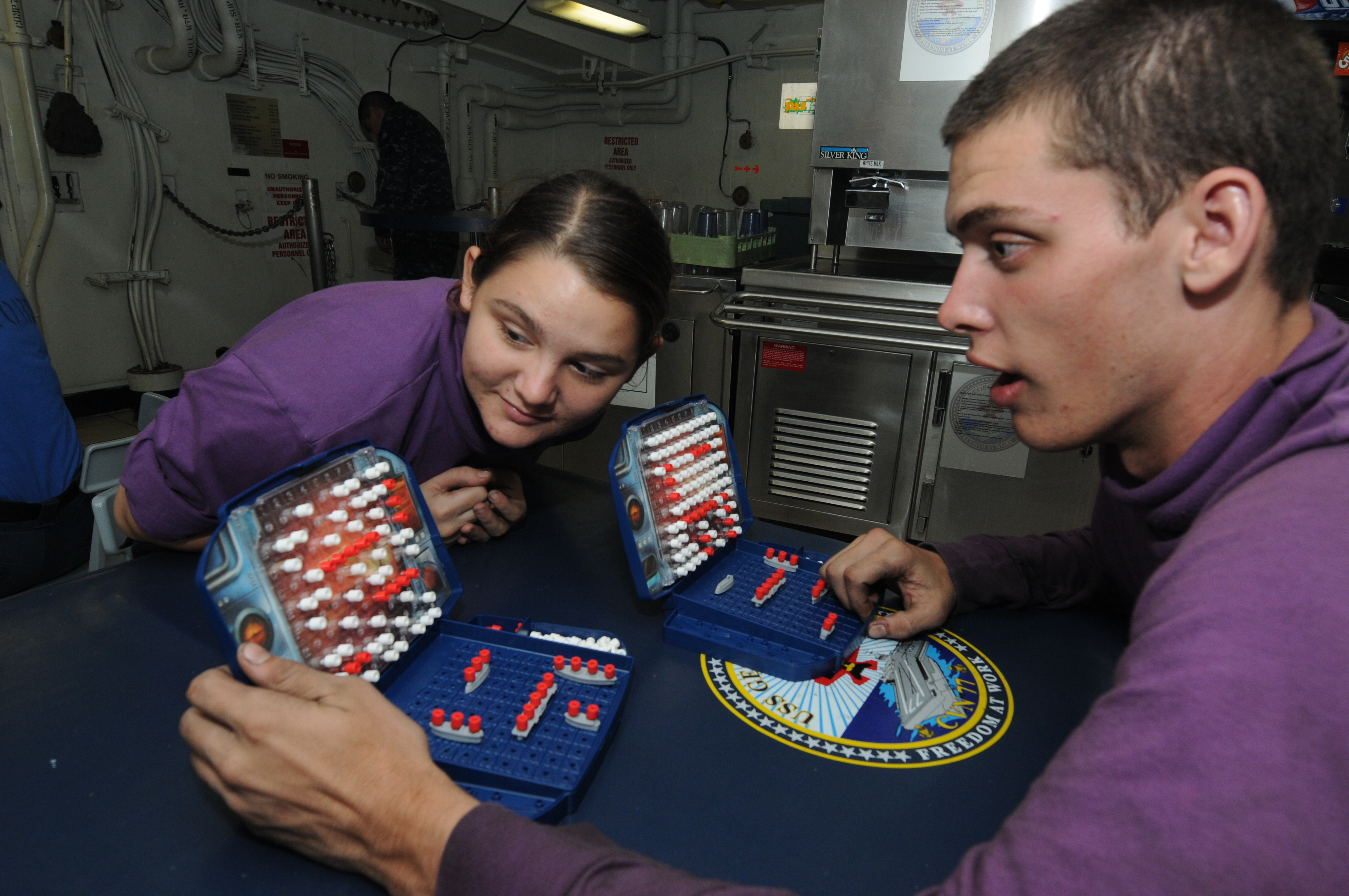
배틀십 토너먼트 선수들. (미국 해군 선박에서)

배틀십(Battleship)은 테이블 게임 중 하나이다. 게임에 필요한 도구는 종이와 필기구이다. 2명만 플레이가 가능하다. 고전적인 테이블 게임의 하나로, 정식 명칭과 고안자는 확실하지 않다.

## 같이 보기
- 배틀쉽 (영화)
- 전쟁 게임